# Oncideres repandator
Oncideres repandator là một loài bọ cánh cứng trong họ Cerambycidae.